# O fată ca mine
O fată ca mine (în limba engleză: A Girl Like Me: The Gwen Araujo Story) este un film realizat în anul 2006 de către multi-premiata regizoare Agnieszka Holland. În această producție este prezentată viața lui Gwen Araujo, o adolescentă transgen cu probleme în găsirea adevăratei identității sexuale, care a fost ucisă de mai multe persoane în timpul unui atac fizic.

## Distribuție
- J.D. Pardo ca Gwen Araujo
- Mercedes Ruehl ca Sylvia Guerrero
- Charlotte Hyatt ca Chita Araujo
- Avan Jogia ca Danny Araujo
- Greyston Holt ca Jaron Nabors
- Nolan Gerard Funk ca Michael Magidson
- Neil Denis ca Jose Merel
- Jorge Vargas ca Jason Cazares
- Henry Darrow ca Papi
- Ivan De Leon ca Berto
- Corey Stoll ca Joey Marino